# عیاران (آلبوم)
عیّاران (پنج قطعه برای گروه سازهای ایرانی) یک آلبوم موسیقی، اثر آهنگساز و موسیقی‌دان ایرانی، احمد پژمان است. این اثر در سال ۱۳۵۶ از سوی وزارت فرهنگ و هنر به احمد پژمان سفارش داده شد و در همان سال برای گروه سازهای ایرانی، ساخته و با اجرای ارکستر سازهای ملی، به سرپرستی فرامرز پایور ضبط شد. با گذشتِ زمان، پارتیتور این اثر از بین رفت. قطعات این آلبوم در سال ۱۳۹۲، به خواستِ احمد پژمان، بر اساس نمونهٔ صوتی باقی مانده، توسط محمدرضا فیاض بازنویسی و در ۴ شهریور ۱۳۹۳ در تالار رودکی اجرا و ضبط شد. آلبوم عیاران در خرداد ۱۳۹۴، توسط انجمن موسیقی ایران به انتشار مجدد رسید. قطعات این آلبوم در سی‌امین جشنواره موسیقی فجر اجرا شد. این اثر همچنین در سال ۱۳۹۷ توسط ارکستر سازهای ایرانی دانشکدهٔ موسیقی دانشگاه هنر تهران اجرا شد.

## دست‌اندرکاران

### اجرای ۱۳۵۶
- اجرا: ارکستر سازهای ملی[۸]
- سرپرست ارکستر: فرامرز پایور
- رهبر ارکستر: احمد پژمان

#### نوازندگان
- فرامرز پایور: سنتور
- رحمت‌الله بدیعی: قیچک
- هوشنگ ظریف: تار
- حسن ناهید: نی
- محمد اسماعیلی: تمبک
- سیمین آقارضی: قانون
- حسن منوچهری: عود
- محمود تاجبخش: سه‌تار
- پروین صالح: قیچک
- پروین شکالور: قیچک آلتو
- شهبال شب‌پره: دهل، نقاره و زنگ

### اجرای ۱۳۹۳
- اجرا: گروه موسیقی ایرانی درنگ
- بازنویسی و رهبریِ اجرا: محمدرضا فیاض

#### نوازندگان
- آرش فلاح، حسین خوش‌چهره: نی
- سهیل صادقی: کمانچه
- شیما شاه‌محمدی: قیچک آلتو
- پگاه زهدی: سنتور
- آفرین نظری‌جو: قانون
- گلنوش صالحی: تار
- یاسمین شاه‌حسینی: عود
- راضیه نظری: بم‌تار
- ستار خطابی: تمبک، بندیر، طبل پا
- ماهان ببری: کوزه، دف، دهل، مثلث، زنگ، دوسرکوتن
- صدابرداری، میکس و مسترینگ: ارد انزابی‌پور
- عکاس و گرافیست: علی بوستان
- ترجمه انگلیسی: ژاله اسماعیلی

## یادداشت آهنگساز
احمد پژمان در بخشی از یادداشت خود در مورد این اثر نوشته‌است:
«آلبوم عیاران تقریباً رو به نابودی بود. من نت‌های آن را گم کرده بودم و چیزی از آن در اختیار نداشتم؛ اما آقای فیاض با صبر و حوصله از روی یک کاست قدیمی همه قطعات آن را نت‌نویسی کرد. این کار بسیار دشوار است، اما او همت کرد و به این ترتیب، آلبوم «عیاران» زنده شد. تمام قطعات این آلبوم با سازهای ایرانی مانند کمانچه، قیچک، عود، سنتور، تار، نی، سازهای ضربی و سایر سازهای ایرانی نواخته می‌شود و در ساخت آن از موسیقی ایران باستان الهام گرفته‌ام.»

## قطعات
| ردیف | نام قطعه | زمان  | توضیحات نام قطعات                                                                |
| ---- | -------- | ----- | -------------------------------------------------------------------------------- |
| ۱    | سیاناو   | ۰۵:۵۴ | سیاناو، روستایی از توابع بخش مرکزی شهرستان مریوان در استان کردستان است.          |
| ۲    | شونان    | ۰۴:۱۲ | شونان، روستایی از توابع بخش مرکزی شهرستان آستارا در استان گیلان است.             |
| ۳    | اَرَنگان   | ۰۵:۵۵ | ارنگان، روستایی از توابع بخش فین شهرستان بندرعباس در استان هرمزگان است.          |
| ۴    | دَلگان    | ۰۶:۰۳ | دَلگان از شهرستان‌های استان سیستان و بلوچستان ایران است.                           |
| ۵    | زَرمیتان  | ۱۵:۳۹ | زَرمیتان روستایی از توابع بخش مرکزی شهرستان اردل در استان چهارمحال و بختیاری است. |

## نقد
شریف لطفی در بخشی از دفترچه اثر نوشته‌است: «عیّارانِ احمدپژمان برای سازهای ایرانی می‌تواند مرجعی باشد برای آهنگسازان کشور ما، جهت وقوف بر چگونگی به‌کارگیری سازها در توانایی‌ها و قابلیت‌های اجرایی جداگانهٔ آن‌ها و همچنین صدادهی مطلوب آن‌ها به صورت هم‌زمان.»
هوشنگ کامکار نیز در بخشی از یادداشت خود نوشته‌است: «در این اثر تدابیری مثل ملودی‌ها و ریتمهای کنترپوانتیک، اُستیناتوها، ایمیتاسیون‌های فراوان، پُلیفونی مناسب با ملودی‌ها و مدلاسیون‌های منطقی و سریع و نیز تأکید بسیار زیاد بر ریتم‌های متنوع و پیچیده و گاهی پُلی ریتمیک به کاربرده شده‌اند. این تدابیر در آن زمان برای اولین بار در موسیقی ملّی ایران مورد استفاده قرار گرفتند که تا به امروز در آثار برخی آهنگسازان و گروه‌های موسیقی تداوم یافته‌است.»